# Tom Holland (regizor)
Thomas Lee Holland (n. 11 iulie 1943, Poughkeepsie⁠(d), New York, SUA) este un regizor de film, actor, scenarist și producător executiv american. El este cel mai bine cunoscut pentru munca sa în genul filmelor de groază. A scris continuarea din 1983 a filmului clasic regizat de Alfred Hitchcock, Psycho, a regizat și scris primul film din franciza Child's Play (Jucăria) și a scris și regizat filmul idol cu vampiri Noaptea groazei. De asemenea, a regizat adaptări după scrierile lui Stephen King, Noaptea creaturilor și Te blestem!. El a primit de două ori premiul Saturn (Premiul Saturn pentru cel mai bun film de groază și Premiul Saturn pentru cel mai bun scenariu pentru Noaptea groazei). Holland a scris și literatură pentru copii, How to Scare a Monster (2018) împreună cu scriitorul Dustin Warburton.

## Filmografie

### Film
| An   | Titlu                               | Regizor | Scenarist |
| ---- | ----------------------------------- | ------- | --------- |
| 1982 | Monstrul (The Beast Within)         | Nu      | Da        |
| 1982 | Class of 1984                       | Nu      | Da        |
| 1983 | Psycho II                           | Nu      | Da        |
| 1984 | Jocul de-a spionii (Cloak & Dagger) | Nu      | Da        |
| 1984 | Scream for Help                     | Nu      | Da        |
| 1985 | Noaptea groazei                     | Da      | Da        |
| 1987 | Doza letală (Fatal Beauty)          | Da      | Nu        |
| 1988 | Jucăria                             | Da      | Da        |
| 1993 | Crime pentru carieră                | Da      | Nu        |
| 1996 | Te blestem!                         | Da      | Da        |
| 2011 | Noapte de groază                    | Nu      | povestire |
| 2017 | Rock, Paper, Scissors               | Da      | Nu        |

Scurtmetraje
- To Hell with You (2010)

#### Producător executiv
| An   | Titlu                                               | Note                                 |
| ---- | --------------------------------------------------- | ------------------------------------ |
| 2016 | You're So Cool, Brewster! The Story of Fright Night | Documentar; și consultant de creație |
| 2016 | What Is Fright Night?                               | Documentar scurtmetraj               |
| 2016 | Tom Holland and Amanda Bearse Talk Fright Night     | Documentar scurtmetraj               |
| 2016 | Tom Holland: Writing Horror                         | Documentar scurtmetraj               |
| 2016 | Roddy McDowall: From Apes to Bats                   | Documentar scurtmetraj               |
| 2016 | A Beautiful Darkness: The Look of Regine            | Documentar scurtmetraj               |

#### Actor
| An   | Titlu                                | Rol                    | Note                         |
| ---- | ------------------------------------ | ---------------------- | ---------------------------- |
| 1963 | America America                      | (voce)                 | nemenționat                  |
| 1969 | Model Shop                           | Gerry                  |                              |
| 1969 | Changes                              | Roommate               |                              |
| 1970 | A Walk in the Spring Rain            | Boy                    |                              |
| 1972 | Josie's Castle                       | Leonard Robbins        |                              |
| 1983 | Psycho II                            | Deputy Norris          |                              |
| 2009 | The Crystal Lake Massacres Revisited | Charles Brewster       | Documentar fals, scurtmetraj |
| 2010 | Hatchet II                           | Bob                    |                              |
| 2014 | Digging Up the Marrow                | Propriul rol           |                              |
| 2015 | Clowntown                            | The Clown with No Name | Scurtmetraj                  |
| TBA  | The Tarot                            | Unchiul Walter         |                              |

### Filme de televiziune
| An        | Titlu                   | Regizor | Scenarist | Producător executiv | Note |
| --------- | ----------------------- | ------- | --------- | ------------------- | --- |
| 1986      | Călătorie în timp       | Da      | Nu        | Nu                  | Episodul: "Miscalculation"                                                                                         |
| 1989-1992 | Aventuri în Casa Morții | Da      | Da        | Nu                  | Episoade regizate: "Lover Come Hack to Me" & "King of the Road" A scris și regizat episodul: "Four-Sided Triangle" |
| 1991      | The Owl                 | Da      | Da        | Da                  | Episod pilot nedifuzat                                                                                             |
| 1995      | The Langoliers          | Da      | Da        | Nu                  | Miniserial |
| 2007      | Masters of Horror       | Da      | Nu        | Nu                  | Episodul: "We All Scream for Ice Cream"                                                                            |
| 2013      | Twisted Tales           | Da      | Da        | Da                  | Serial web (9 episoade)                                                                                            |

Filme de televiziune
| An   | Titlu                | Regizor | Scenarist | Note                         |
| ---- | -------------------- | ------- | --------- | ---------------------------- |
| 1978 | Inițierea lui Sarah  | Nu      | povestire |                              |
| 1990 | Străina de lângă noi | Da      | Nu        |                              |
| 1992 | Two-Fisted Tales     | Da      | Nu        | Segmentul "King of the Road" |
| 2006 | Inițierea lui Sarah  | Nu      | povestire |                              |

Scurtmetraje web 
| An   | Titlu    | Regizor | Scenarist | Producător executiv |
| ---- | -------- | ------- | --------- | ------------------- |
| 2006 | Driven   | Da      | Da        | Da                  |
| 2008 | 5 or Die | Da      | Nu        | Da                  |

#### Actor
| An        | Titlu                                  | Rol                   | Note                                                                   |
| --------- | -------------------------------------- | --------------------- | ---------------------------------------------------------------------- |
| 1958      | Telephone Time                         | Millsap               | Episodul: "Trail Blazer"                                               |
| 1964      | 77 Sunset Strip                        | Al Killian            | Episodul: "Lover's Lane"                                               |
| 1964      | Bob Hope Presents the Chrysler Theatre | Vic Burns             | Episodul: "Out on the Outskirts of Town"                               |
| 1965-1966 | A Flame in the Wind                    | Steve Reynolds #2     | 50 episoade                                                            |
| 1967      | Combat!                                | Pfc. Tommy Bishop     | Episodul: "Entombed"                                                   |
| 1968      | Felony Squad                           | LeRoy Baker           | Episodul: "Epitaph for a Cop"                                          |
| 1969      | My Friend Tony                         | Necunoscut            | Episodul: "The Hazing"                                                 |
| 1969      | The Young Lawyers                      | David Harrison        | Episodul: "Pilot"                                                      |
| 1969      | Medical Center                         | Jess Yarnaby          | Episodul: "24 Hours"                                                   |
| 1978      | Incredibilul Hulk                      | Steve Silva           | Episodul: "Another Path"                                               |
| 1983      | The Winds of War                       | Devilfish Sub Captain | Episodul: "Into the Maelstrom"                                         |
| 1991      | The Owl                                | Mugger                | Television pilot, appears uncredited in extended international version |
| 1994      | The Stand                              | Carl Hough            | 2 episoade                                                             |
| 1995      | The Langoliers                         | Harker                | 2 episoade                                                             |
| 2007      | Masters of Horror                      | Funeral Guest         | Episodul: "We All Scream for Ice Cream"                                |
| 2010      | Team Unicorn                           | Grandpa               | Episode: "A Very Zombie Holiday"                                       |
| 2013      | Twisted Tales                          | Himself / Janitor     | Web series (9 episoade)                                                |
| 2015      | 20 Seconds to Live                     | Bystander             | Episodul: "Evil Doll"                                                  |

## Recepție critică
| Film                    | Scor Rotten Tomatoes |
| ----------------------- | -------------------- |
| The Beast Within (1982) | 13%                  |
| Class of 1984 (1982)    | 75%                  |
| Psycho II (1983)        | 61%                  |
| Scream for Help (1984)  | N/A                  |
| Cloak & Dagger (1984)   | 64%                  |
| Fright Night (1985)     | 91%                  |
| Fatal Beauty (1987)     | 23%                  |
| Child's Play (1988)     | 69%                  |
| The Temp (1993)         | 29%                  |
| The Langoliers (1995)   | 50%                  |
| Thinner (1996)          | 16%                  |
| Fright Night (2011)     | 72%                  |
| Rock Paper Dead (2017)  | N/A                  |

## Premii
| An   | Premiu                           | Categorie                                           | Film           | Rezultat     |
| ---- | -------------------------------- | --------------------------------------------------- | -------------- | ------------ |
| 1984 | Edgar Award                      | Best Motion Picture                                 | Psycho II      | Nominalizare |
| 1986 | Dario Argento Award              | Best Film                                           | Fright Night   | Câștigat     |
| 1986 | Critics' Award                   | Special Mention                                     | Fright Night   | Câștigat     |
| 1986 | International Fantasy Film Award | Best Film                                           | Fright Night   | Nominalizare |
| 1986 | Saturn Award                     | Best Director                                       | Fright Night   | Nominalizare |
| 1986 | Saturn Award                     | Best Horror Film                                    | Fright Night   | Câștigat     |
| 1986 | Saturn Award                     | Best Writing                                        | Fright Night   | Câștigat     |
| 1990 | Saturn Award                     | Best Horror Film                                    | Child's Play   | Nominalizare |
| 1990 | Saturn Award                     | Best Writing Shared with Don Mancini and John Lafia | Child's Play   | Nominalizare |
| 1996 | Saturn Award                     | Best Television Presentation                        | The Langoliers | Nominalizare |